# Llet fermentada

Principals productes làctics

La llet fermentada és el producte resultant de la fermentació de la llet pasteuritzada o esterilitzada pels mateixos ferments làctics, on els cultius iniciadors han de ser viables, actius i abundants en el producte final i durant la seva vida útil. És un producte lacti, que es distingeix de la llet en mal estat.

## Història
La llet és un aliment molt consumit en moltes zones del món. Gràcies als processos d'elaboració i les tecnologies d'envasament, s'ha pogut assegurar una bona distribució i durada dels productes lactis, incloent-hi les llets fermentades. Aproximadament, es consumeixen uns 400 productes diferents obtinguts de la fermentació de la llet a tot el món. Entre els productes lactis, les llets fermentades han constituït, des de fa segles, una part fonamental de la dieta humana en diferents regions del món, ja que els productes fermentats formen part de la tradició religiosa, cultural i de les costums alimentàries de diferents pobles.
Els productes derivats de la fermentació de la llet permeten la conservació de diferents substàncies nutritives que, d'altra manera, es deteriorarien ràpidament i l'adquisició d'una consistència viscosa característica, una textura suau i un sabor únic. Per altra banda, la fermentació també millora la seguretat alimentària. A més, aporta al consumidor microorganismes vius i actius amb propietats beneficioses per a la salut, per això els pares de la ciència com Hipòcrates, no només consideraven la llet fermentada com un aliment sinó també com un medicament, que utilitzaven per a curar malalties de l'estómac i de l'intestí.

## Definicions al Còdex Alimentarius
La normativa del Còdex Alimentarius d'aplicació a les llets fermentades, inclou les llets fermentades tractades tèrmicament, les llets fermentades concentrades i els productes làctics basats en llets fermentades per al consum directe o amb un processament posterior. Així doncs, el Còdex Alimentarius defineix la llet fermentada com:
- Producte lacti obtingut per la fermentació de la llet, que pot haver estat fabricat a partir de productes obtinguts de llet amb modificació de la composició o no, per l'acció de microorganismes adequats i la reducció del pH amb o sense coagulació. Aquests microorganismes hauran de ser viables, actius i abundants en el producte fins a la data de durada mínima. Si el producte és tractat amb calor després de la fermentació, no s'aplica el requisit de microorganismes viables.[3]

Segons el Codex Alimentarius, la llet fermentada es classifica en:
- Llet fermentada concentrada és una llet fermentada la proteïna de la qual s'ha incrementat abans o després de la fermentació fins a un mínim de 5,6%. Aquest tipus de llet fermentada inclou el iogurt colat, el Labneh, l'Ymer i l'Ylette.[3]
- Llet fermentada aromatitzada és un producte làctic que ha de contenir un màxim del 50% d'ingredients no làctics (com ara carbohidrats nutritius i no nutritius, fruites i verdures, així com sucs, purés, polpes, preparats i conserves derivats d'aquests, cereals, mel, xocolata, fruits secs, cafè, espècies i altres aliments naturals i innocus) i/o sabors. Els ingredients no làctics s'hi poden afegir abans o després de la fermentació.[2]

- Begudes a base de llet fermentada són productes obtinguts barrejant la llet fermentada amb aigua potable amb o sense addició d'altres ingredients com ara sèrum de llet, altres ingredients no lactis i aromatitzants. Les begudes a base de llet fermentada contenen un mínim de 40% de llet fermentada.[3]

## Classificació segons els tipus de microorganismes i tipus de fermentació
| LLET FERMENTADA            | REGIÓ                                            | TIPUS DE FERMENTACIÓ                       | MICROORGANISMES PRINCIPALS | REFERÈNCIES  |
| -------------------------- | ------------------------------------------------ | ------------------------------------------ | --- | ------------ |
| Filmjolk                   | Suècia                                           | Fermentació làctica                        | Mesòfils: Lactococcus lactis spp. lactis, Lactococcus lactis spp. lactis biovar. diacetylactis, Leuconostoc mesenteroides spp. cremoris | [ 4 ] [ 5 ]  |
| Buttermilk fermentada      | Noruega                                          | Fermentació làctica                        | Mesòfils: Lactococcus lactis spp. lactis, Leuconostoc mesenteroides spp. cremoris | [ 4 ] [ 6 ]  |
| Ymer                       | Dinamarca                                        | Fermentació làctica                        | Mesòfils: Lactococcus lactis spp. lactis biovar. diacetylactis, Leuconostoc mesenteroides spp. cremoris | [ 2 ]        |
| Laban khad                 | Egipte                                           | Fermentació làctica                        | Mesòfils: Lactococcus lactis spp. lactis, Leuconostoc mesenteroides spp. dextranicum, Leuconostoc mesenteroides spp. cremoris, Lactobacillus casei, Lactobacillus plantarum, Lactobacillus brevis                                                                       | [ 7 ]        |
| Dahi                       | Índia                                            | Fermentació làctica                        | Mesòfils: Lactobacillus delbrueckii spp. bulgaricus, Lactococcus lactis spp. lactis, Streptococcus salivarius spp. thermophilus, Lactococcus lactis spp. cremoris, Leuconostoc mesenteroides spp. dextranicum, Lactococcus lactis spp. lactis biovarietat diacetylactis | [ 4 ] [ 8 ]  |
| Labneh                     | Líban i Síria                                    | Fermentació làctica                        | Termòfils: Streptococcus thermophilus i Lactobacillus delbrueckii spp. bulgaricus | [ 4 ] [ 7 ]  |
| Iogurt                     | Zona mediterrània, Àsia, Àfrica i Europa central | Fermentació làctica                        | Termòfils: Streptococcus thermophilus i Lactobacillus delbrueckii spp. bulgaricus | [ 4 ] [ 9 ]  |
| Llet búlgara               | Bulgària                                         | Fermentació làctica                        | Termòfils: Lactobacillus delbrueckii spp. bulgaricus | [ 4 ] [ 5 ]  |
| Zabady                     | Egipte i diversos països Àrabs                   | Fermentació làctica                        | Termòfils: Streptococcus thermophilus i Lactobacillus delbrueckii spp. bulgaricus | [ 4 ] [ 7 ]  |
| Skyr                       | Islàndia                                         | Fermentació làctica                        | Termòfils: Streptococcus thermophilus, Lactobacillus delbrueckii spp. bulgaricus i Lactobacillus jugurti | [ 10 ]       |
| Llet acidòfila             | Amèrica del Nord, Europa i Àsia Oriental         | Fermentació làctica                        | Probiòtics: Lactobacillus acidophilus | [ 4 ] [ 5 ]  |
| Yakult                     | Japó                                             | Fermentació làctica                        | Probiòtics: Lactobacillus paracasei spp. paracasei | [ 4 ] [ 11 ] |
| Llet A/B                   | Amèrica del Nord, Europa i Àsia oriental         | Fermentació làctica                        | Probiòtics: Lactobacillus acidophilus i Bifidobacterium spp. | [ 11 ]       |
| Bioghurt                   | Amèrica del Nord, Europa i Àsia Oriental         | Fermentació làctica                        | Probiòtics: Streptococcus termophilus i Lactobacillus acidophilus | [ 11 ]       |
| Quefir                     | Rússia, Europa de l'est i països d'Àsia          | Fermentació làctica amb llevats            | Lactobacillus, Lactococcus, Leuconostoc, Acetobacter i Streptococcus thermophilus i els llevats Kluyveromyces marxianus, Saccharomyces spp. | [ 4 ] [ 12 ] |
| Koumiss                    | Europa de l'est i Àsia central                   | Fermentació làctica amb llevats            | Lactobacillus delbrueckii spp. bulgaricus, Lactobacillus acidophilus, Saccharomyces spp. i Torula koumiss | [ 4 ] [ 13 ] |
| Llet acidòfila amb llevats | Rússia                                           | Fermentació làctica amb llevats            | Lactobacillus acidophilus i Saccharomyces lactis | [ 4 ] [ 5 ]  |
| Viili                      | Finlàndia                                        | Fermentació làctica amb fongs filamentosos | Lactococcus lactis spp. lactis i cremoris, Leuconostoc mesenteroides spp. cremoris, Geotrichum candidum | [ 4 ] [ 14 ] |

## Diferents tipus de llets fermentades segons les regions d'origen
Existeix una gran varietat de llets fermentades en diferents regions del món,  és deguda a les diferents cultures, les variacions climàtiques, els tipus de microorganismes i les espècies de les que s'obté la llet. Segons aquesta classificació, es poden diferenciar clarament les llets fermentades nòrdiques, les de Rússia i Europa Oriental, les d'Orient Mitjà i les d'Àsia.

### Llets fermentades nòrdiques
Les llets fermentades del Nord d'Europa es caracteritzen bàsicament per la seva consistència viscosa i filamentosa.

#### Viili
És una llet fermentada d'origen finlandès. És un producte que conté exopolisacàrids (macromolècules de carbohidrats que són secretades per microorganismes com, en aquest cas, Lactococcus lactis spp. cremoris), que proporcionen al Viili un aspecte mucilaginós. Aquest polisacàrid s'anomena viilian). Els cultius iniciadors d'aquesta llet són Lactococcus lactis spp. lactis i cremoris, Leuconostoc mesenteroides spp. cremoris i un fong filamentós, (Geotrichum candidum), que metabolitza l'àcid làctic generat pels lactococs. El fong filamentós creix a la superfície, per sobre de la capa de nata que se separa durant la fermentació. La separació de la nata es produeix perquè el Viili s'elabora a partir de llet que no s'homogeneïtza. Així doncs, és una llet àcida i que té una olor de floridura característica deguda a la presència del fong.

#### Ymer
És una llet fermentada d'origen danès. Es caracteritza per un alt contingut en proteïnes, i es pot fer un enriquiment en aquestes mitjançant ultrafiltració abans de la fermentació. També es caracteritza pel gust àcid i l'olor de mantega. S'hi inocula un cultiu mesòfil constituït per Lactococcus lactis spp. lactis biovar. diacetylactis i Leuconostoc mesenteroides spp. cremoris.

#### Skyr
L'origen d'aquesta llet és Islàndia. S'obté per la fermentació de la llet desnatada amb un cultiu de iogurt, per tant, cultius termofílics com Streptococcus thermophilus, Lactobacillus delbrueckii spp. bulgaricus i Lactobacillus helveticus spp. jugurti. En algunes elaboracions artesanals també es va identificar la presència d'un llevat, però es va considerar que no era beneficiós per a la qualitat de l'Skyr i no s'usa en l'elaboració industrial. Actualment, aquesta llet és una forma concentrada del iogurt. Té uns components aromàtics molt característics que inclouen l'àcid làctic, el diacetil i l'acetaldehid.

#### Filmjölk
La llet fermentada Filmjölk és d'origen suec. La caracteritzen un sabor i aroma típics de diacetil i una alta viscositat. Els cultius iniciadors d'aquesta llet són productors d'àcid com Lactococcus lactis spp. lactis i els productors de sabor i aroma, per Lactococcus lactis spp. lactis  biovar. diacetylactis i Leuconostoc mesenteroides spp. cremoris.

### Llets fermentades de Rússia i Europa Oriental

#### Quefir
El quefir, és la llet fermentada més popular després del iogurt. És originària de Rússia, Europa de l'est i certs països d'Àsia.
Originalment, el quefir es fermentava en bosses fetes de pells d'animals. De fet, el primer quefir es va produir accidentalment per la fermentació de la llet emmagatzemada a temperatura ambient en aquestes bosses. S'elabora a partir de llet estandarditzada i pasteuritzada de vaca, cabra o ovella. El creixement de bacteris i llevats causen la seva acidificació i la producció dels grans de quefir, que són exopolisacàrids produïts per alguns dels bacteris làctics que hi creixen. Els grans de quefir són un material que es filtra després de cada utilització i es reutilitza per a inocular el següent producte. Els grans de quefir estan impregnats de llet i contenen els microorganismes responsables de la fermentació: bacteris lactis com Lactobacillus kefir, Lactobacillus kefirogranum i espècies de Leuconostoc, Lactococcus, altres Lactobacillus, Acetobacter o Streptococcus thermophilus. També inclouen llevats com Saccharomyces kefir, Candida Kefir, espècies del gènere Torula, o Kluyveromyces marxianus i el Saccharomyces spp. Ocasionalment s'hi pot trobar el fong Geotrichum candidum.
La fermentació es fa a una temperatura entre 18-22 °C, durant 18-24 hores i com a resultat es produeix àcid làctic, etanol i CO₂. La composició del quefir està determinada principalment pel tipus de llet  i la microbiota que hi creix. El seu sabor és suaument alcohòlic, àcid, amb sabor de llevat i certa efervescència, deguda al CO₂ generat pels llevats i bacteris acidolàctics heterofermentadors.

#### Koumiss
El koumiss és una llet originària de l'Europa de l'est i l'Àsia central. Es produeix tradicionalment a partir de llet d'euga mitjançant una fermentació combinada acidolàctica i alcohòlica. És altament nutritiva i presenta un color gris lletós sense tendència a deixar anar sèrum, i un sabor alcohòlic i àcid fort.
La producció industrial de koumiss requereix alguna modificació de la producció tradicional, ja que hi ha una disponibilitat molt limitada de la llet d'euga, i es prefereix llet de vaca per la fabricació industrial. A més, la llet d'euga té un nivell molt baix de caseïna en comparació a la llet de vaca i per tant, durant la fermentació no coagula. Tot hi així, s'ajusta la composició química de la llet de vaca a la de la llet d'euga.
Generalment, els microorganismes responsables són bacteris acidolàctics Lactobacillus delbrueckii spp. bulgaricus i Lactobacillus acidophilus, llevats fermentadors de la lactosa com Saccharomyces spp. i Torula koumiss, i altres llevats no fermentadors de la lactosa com Saccharomyces cartilaginosus i Mycoderma spp.

### Llets fermentades d'Orient Mitjà

#### Zabady
El Zabady és originari d'Egipte i diversos països àrabs. Bàsicament està elaborada a partir de llet de búfala. La composició d'aquesta llet fermentada és molt similar a la del iogurt i els cultius iniciadors també, ja que hi intervenen bacteris acidolàctics Streptococcus thermophilus i Lactobacillus delbrueckii spp. bulgaricus.

#### Laban khad
És originari d'Egipte. Té sabor de mantega i tradicionalment s'elabora en recipients que no es renten i les restes de l'elaboració anterior serveixen per a iniciació de la següent. Depenent de l'època de l'any, hi ha diferències en els cultius iniciadors: a l'hivern predominen els estreptococs, i a l'estiu predominen els lactobacils. Els bacteris acidolàctics del Laban khad poden ser tant homo- com heterofermentatius i, entre ells, hi ha Lactococcus lactis spp. lactis, Leuconostoc mesenteroides spp. dextranicum, Leuconostoc mesenteroides spp. cremoris, Lactobacillus casei, Lactobacillus plantarum, i Lactobacillus brevis.

#### Labneh
El Labneh és una llet fermentada típica del Líban i de Síria. Té una textura suau i llisa, amb gust àcid. Té una millor fermesa quan s'elabora a partir de llet no homogeneïtzada. Els bacteris fermentadors que actuen en aquesta llet són Streptococcus thermophilus i Lactobacillus delbrueckii spp. bulgaricus. Aquesta llet és de tipus concentrada, és a dir, se n'extreu el sèrum per a concentrar-la.

### Llets fermentades del sud d'Àsia

#### Dahi
El Dahi és una llet fermentada originària de l'Índia. S'elabora tant amb llet de búfala, que proporciona un cos ferm i una textura lleugerament granulosa, com amb llet de vaca, que proporciona una textura menys ferma i més suau. Els bacteris àcidolactics que hi intervenen són  homofermentadors i heterofermentadors. Entre els homofermentadors hi ha Lactobacillus delbrueckii spp. bulgaricus, Lactococcus lactis spp. lactis, Streptococcus salivarius spp. thermophilus i Lactococcus lactis spp. cremoris,  i entre els heterofermentadors, Leuconostoc mesenteroides spp. dextranicum i Lactococcus lactis spp. lactis biovarietat diacetylactis, el qual li confereix un agradable sabor de diacetil. A més, la qualitat d'aquesta llet es basa en les seves consistència, fermesa i viscositat.

## Iogurt
El iogurt és la llet fermentada més consumida arreu del món. És originaria de la zona mediterrània, Àsia, Àfrica i Europa central.
Es pot definir com el producte làctic obtingut de la fermentació de la llet per dues espècies de bacteris acidolàctics: Streptococcus thermophilus i  Lactobacillus delbrueckii spp. bulgaricus. Aquesta fermentació condueix a l'acidificació i la coagulació de la llet sense la necessitat d'afegir quall. A més, permet augmentar de la vida útil de la llet degut al baix pH.
Les seves propietats sensorials depenen de la composició de la llet (per exemple, del contingut en greix), que difereix segons l'origen, i de l'addició d'ingredients que el poden modificar sensorialment (per exemple, edulcorants), i de la tecnologia emprada en la fabricació.

## Llet acidòfila
La llet acidòfila no és molt apreciada pels consumidors, ja que es tracta d'una llet molt àcida. Aquesta llet és recomanada en els Estats Units per a persones que pateixen d'estrenyiment o diarrea i per a persones a les quals el consum de llet els causa alteracions intestinals. La llet acidòfila és fermentada per Lactobacillus acidophilus, que  produeix àcid làctic a partir de la lactosa i li confereix diversos beneficis nutricionals.

## Llets probiòtiques
L'interès per les llets fermentades probiòtiques han anat en augment degut als microorganismes probiòtics. Els probiòtics són microorganismes vius que, quan es consumeixen en quantitats adequades confereixen efectes beneficiosos per a la salut.
Així doncs, les llets fermentades probiòtiques s'elaboren amb diversos bacteris com Lactobacillus acidophilus, Lactobacillus casei i Bifidobacterium spp., que poden proporcionar beneficis nutricionals i de salut a través de la seva activitat en el tracte gastrointestinal.

## Diferents processos de fabricació de les llets fermentades
| PROCÉS LLET FERMENTADA | EXPLICACIÓ | REFERÈNCIES |
| ---------------------- | --- | ----------- |
| Bebible                | Llet fermentada amb una viscositat molt baixa, pot consumir-se com una beguda refrescant. Podria ser considerada una llet fermentada batuda. Alguns exemples són la llet ayran, típica de Turquía, i el producte comercial Actimel. | [ 4 ]       |
| Concentrada            | Antigament, quan s'emmagatzemava la llet en pells d'animals fins que es consumia, una part de la llet que era absorbida per la pell i el sèrum es perdia per evaporació, de manera que es produïa la concentració. Actualment, es pot elaborar per tres mètodes: colant a través d'una bossa de tela (separació mecànica) o per ultrafiltració, en ambdós casos amb l'objectiu d'extreure el sèrum per a concentrar-la. El Labneh n'és un exemple. | [ 4 ]       |
| Congelada              | Les llets fermentades congelades es poden classificar en tres grups: suaus, dures o tipus mousse. Físicament s'assemblen a un gelat i es caracteritzen pel gust àcid i fort de la llet combinat amb la fredor. | [ 20 ]      |
| Deshidratada           | L'objectiu de la fabricació de llets fermentades deshidratades és el d'emmagatzemar el producte en un estat estable i fàcil d'utilitzar. Normalment s'elaboren a partir de llet amb poc contingut en greix i a continuació, s'assequen. | [ 20 ]      |
| Fumada                 | Se sotmet la llet fermentada a un procés d'escalfament sobre una foguera d'una fusta concreta i durant unes hores, de manera que queda fumada. | [ 4 ]       |

## Beneficis per a la salut
Des de fa molts anys, els científics van acordar que el benestar humà depèn d'un bon funcionament de la microbiota intestinal. Els bacteris que intervenen en l'elaboració de les llets fermentades contribueixen al bon funcionament del sistema digestiu i hi ha nombrosos estudis que indiquen que els bacteris probiòtics tenen efectes beneficiosos que van més enllà del bon funcionament del sistema digestiu. Alguns dels beneficis per a la salut de les llets fermentades i de les llets fermentades amb probiòtics, són els següents:
- Milloren la digestibilitat i l'absorció de les proteïnes, ja que els bacteris fermentadors de les llets necessiten aminoàcids per créixer i, per això, trenquen les proteïnes de la llet, facilitant la seva digestió.[21]
- Milloren la digestió de la lactosa. D'una banda, les llets fermentades, en general, no contenen tanta lactosa perquè els bacteris n'han convertit una part a àcid làctic. D'altra banda, els bacteris alliberen l'enzim β-galactosidasa a l'estómac i l'intestí, que contribueix a digerir la lactosa.[12]
- Alguns bacteris làctics, com Lactobacillus acidphilus, redueixen l'absorció del colesterol en el tracte intestinal.[11]
- Hi ha estudis que indiquen que les llets fermentades tenen afectes anticancerosos, i suggereixen que els bacteris acidolàctics poden prevenir l'inici del càncer o suprimir-lo si està iniciat.[22]
- Les al·lèrgies es poden gestionar millor amb el consum de les llets fermentades, perquè redueixen el risc de sensibilització i ajuden a prevenir certes reaccions al·lèrgiques.[21]
- Contribueixen a millorar sistema immunitari.[23] Un exemple seria el producte comercial Actimel, que conté vitamina B6 i D.
- Són bones fonts de minerals com el calci, el fòsfor, el magnesi i el ferro, i també de vitamines que són molt ben absorbides en l'intestí prim.[11]